# City of Fairfield
City of Fairfield – jeden z 38 samorządów lokalnych wchodzących w skład aglomeracji Sydney, największego zespołu miejskiego Australii. Formalnie stanowi niezależne miasto, położone w zachodniej części aglomeracji. Liczy 102 km² powierzchni i 198 817 mieszkańców (2016). 
Władzę ustawodawczą stanowi trzynastoosobowa rada miasta. Dwunastu członków pochodzi z wyborów przeprowadzanych z zastosowaniem ordynacji proporcjonalnej w trzech czteromandatowych okręgach wyborczych. Trzynaste miejsce zarezerwowane jest dla wybieranego bezpośrednio burmistrza, który kieruje też egzekutywą. 

## Galeria

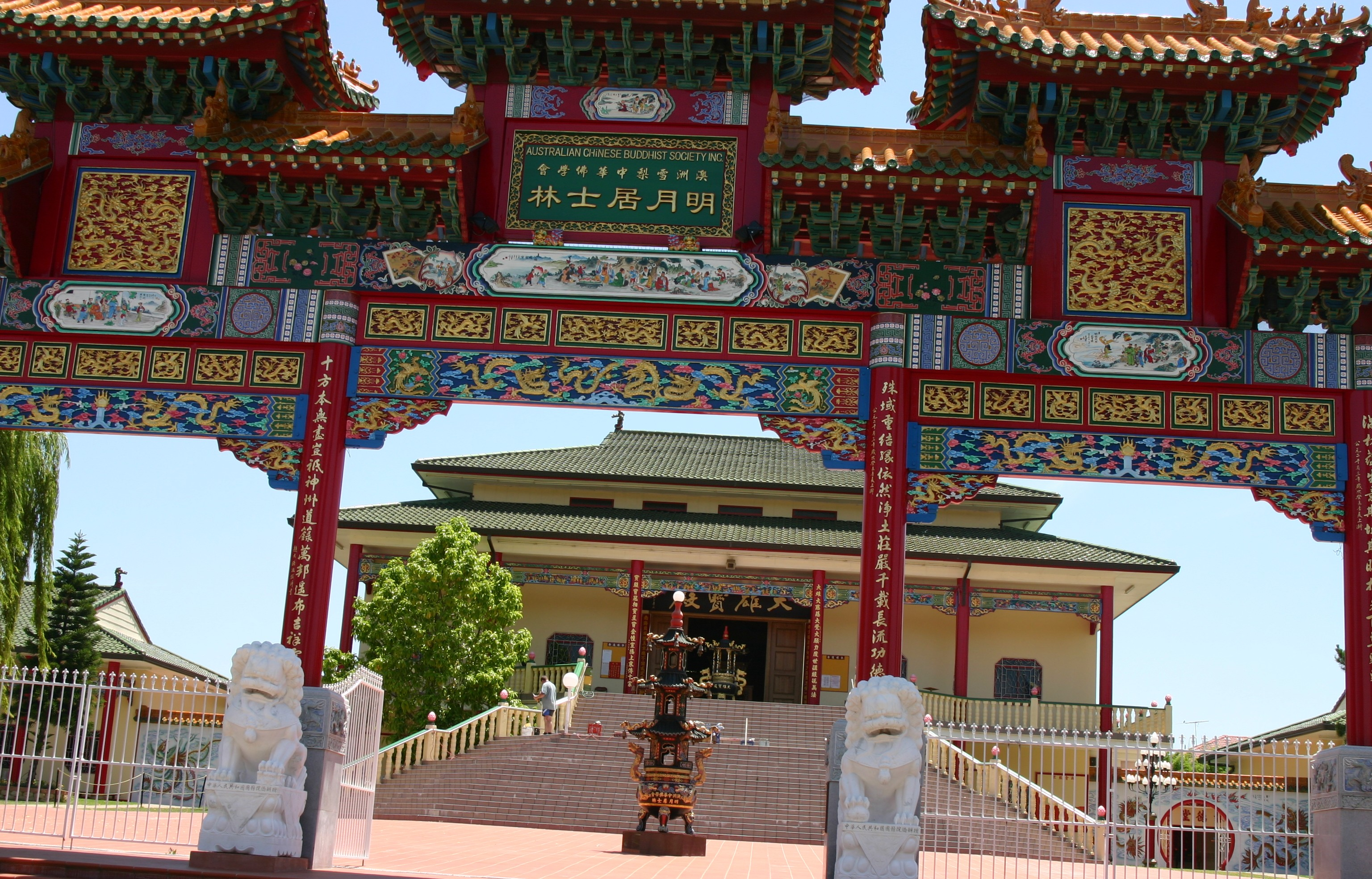
Świątynia chińskich buddystów
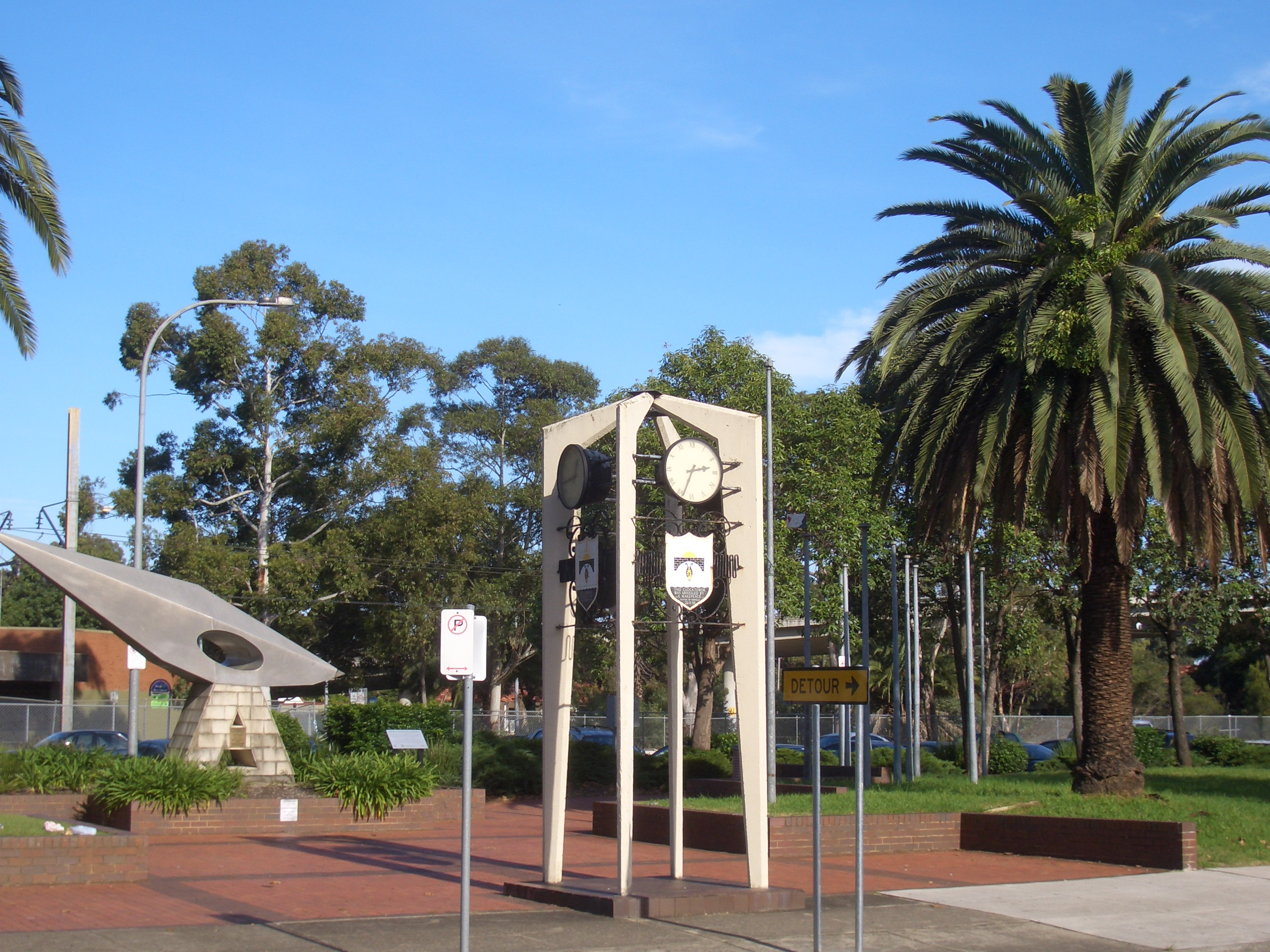
Crescent Park
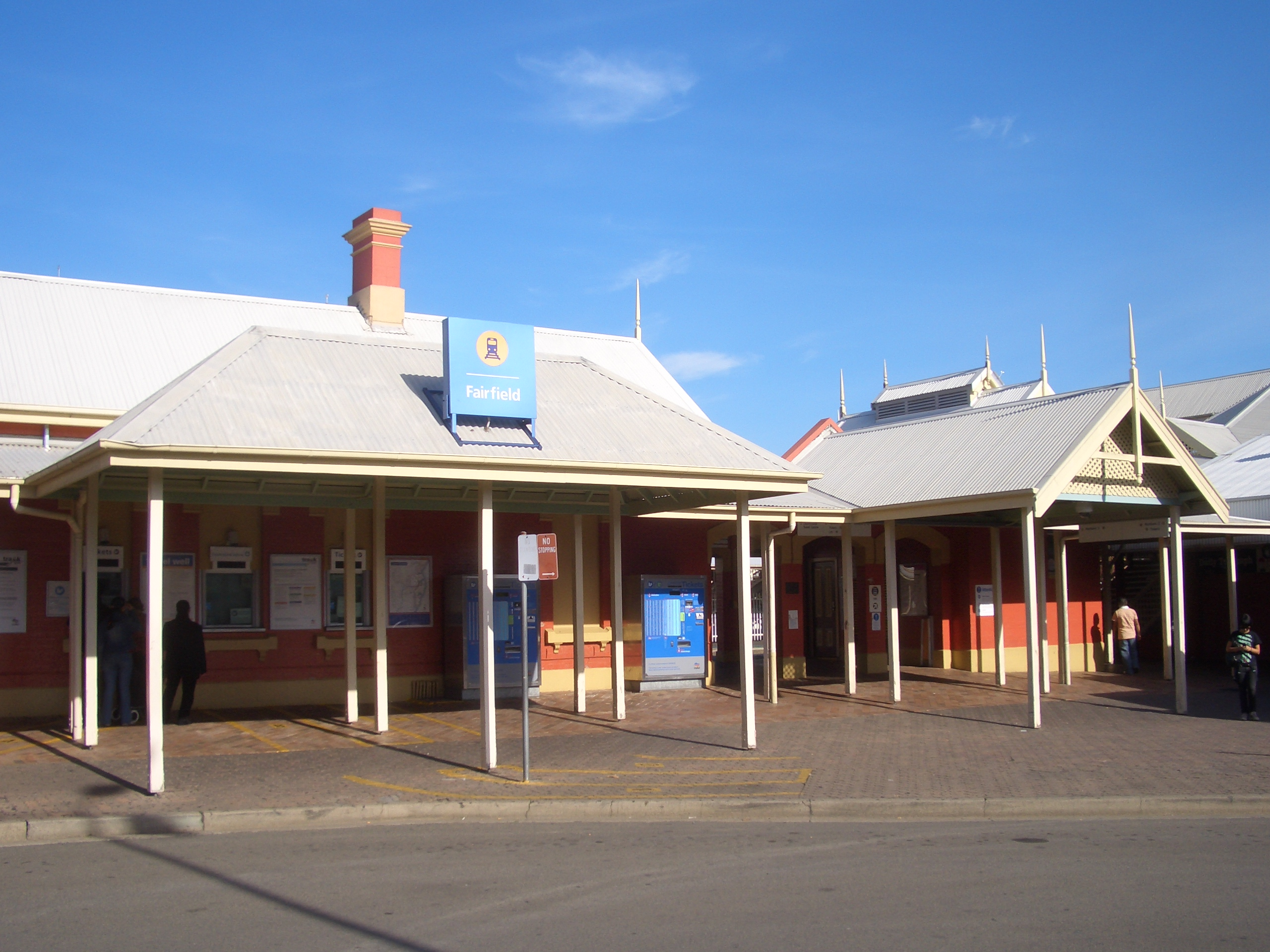
Stacja kolejowa Fairfield
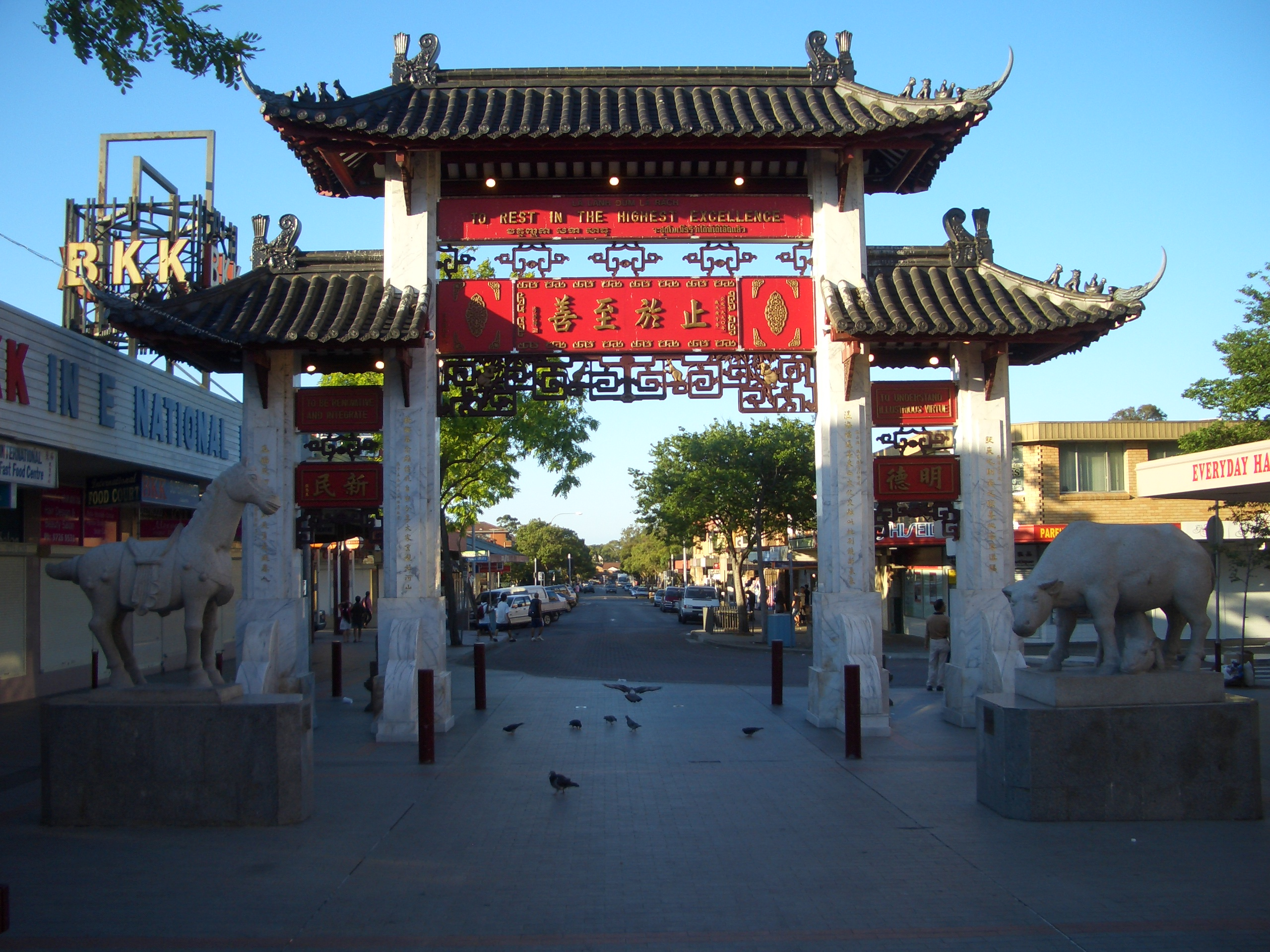
Łuk Przyjaźni